# Agnès Patron
Agnès Patron, née le 19 octobre 1984 à Paris, est une réalisatrice française de films d'animation. Elle remporte le César du meilleur court métrage d'animation en 2021, avec L'Heure de l'ours.

## Biographie
Élève au lycée Condorcet à Paris, elle obtient son baccalauréat en 2002. Elle suit les classes préparatoires littéraires jusqu'en 2004, puis étudie à l'Université Paris 1 Panthéon-Sorbonne jusqu'en 2005. Elle y obtient une licence en histoire,. 
Elle suit des études aux Ateliers de Sèvres de 2005 à 2006, puis des études de cinéma d'animation à l'École nationale supérieure des arts décoratifs (ENSAD) de 2006 à 2011. 
Son premier film d'animation, La Valse du pendu, sort en 2009 alors qu'elle est encore étudiante. Animé à l'encre sur gravure sur verre, le film est projeté dans plusieurs festivals, dont le festival international d'animation pour étudiants de Puchon en 2009. Son film de fin d'étude, La Veuve Caillou,, sorti en 2011, reprend les mêmes techniques d'animation. Il est primé au Festival du film de Dresde.
Le court métrage d'animation suivant, Chulyen, histoire de corbeau,, réalisé à Clermont-Ferrand en 2014 lors d'une résidence d'artiste avec Cerise Lopez, est projeté dans plusieurs festivals. En 2016, le film fait partie des douze œuvres présélectionnées pour le César dans la catégorie Meilleur court métrage d'animation. Mais c'est en 2021 qu'Agnès Patron remporte ce prix avec L'Heure de l'ours, réalisé en 2019 et animé à la main avec des aquarelles sur du papier noir sur un scénario réalisé avec Johanna Krawczyk,,,,,,,,.
Le court métrage suit une horde d'enfants dansant sur les cendres de leur village qui a brulé en appelant les ours sauvages.

## Filmographie
- 2009 : La Valse du pendu
- 2011 : La Veuve Caillou
- 2016 : Chulyen, histoire de corbeau
- 2019 : L'Heure de l'ours
- 2024 : Hiver à Sokcho de Koya Kamura (pour l'animation)
- 2025 : Une fugue

## Distinctions

### Récompenses
- Festival du film de Dresde 2011 : Prix Golden Horseman pour La Veuve Caillou
- César 2021 : César du meilleur court métrage d'animation pour L'Heure de l'ours

### Sélections
- Festival de Cannes 2019 : en compétition pour la Palme d'or du court métrage avec L'Heure de l'ours
- Festival de Cannes 2025 : en séance spéciale courts métrages à la 64e Semaine de la Critique pour Une fugue